# Ernst Bassermann

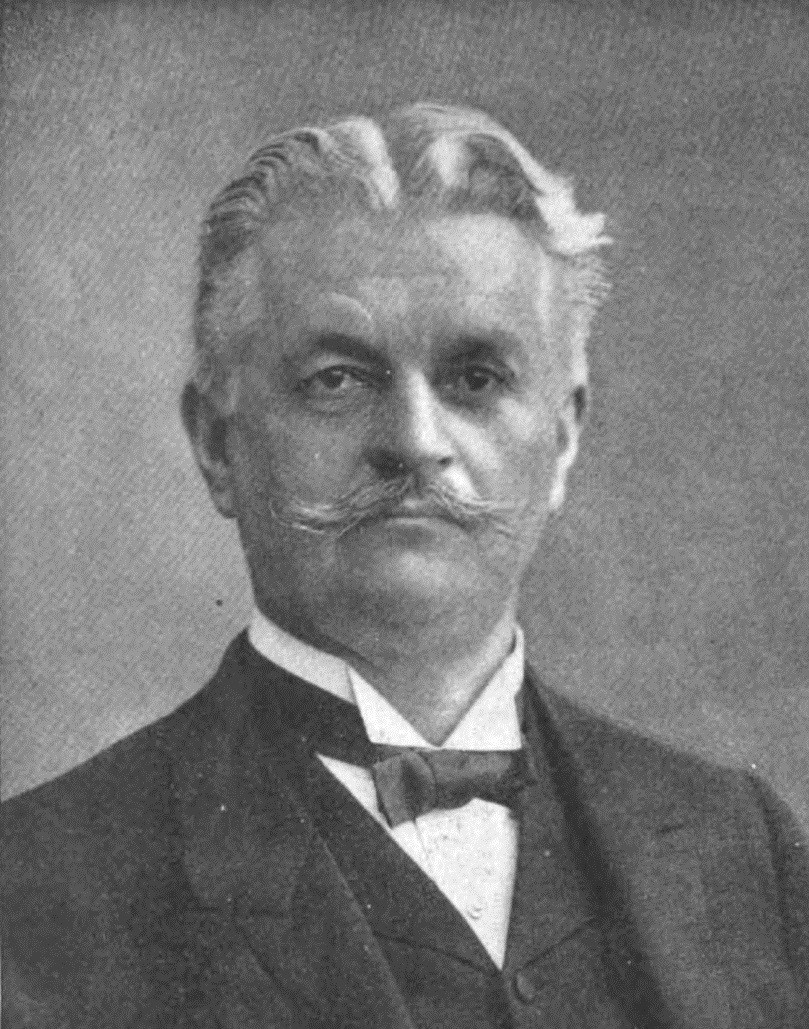
Ernst Bassermann

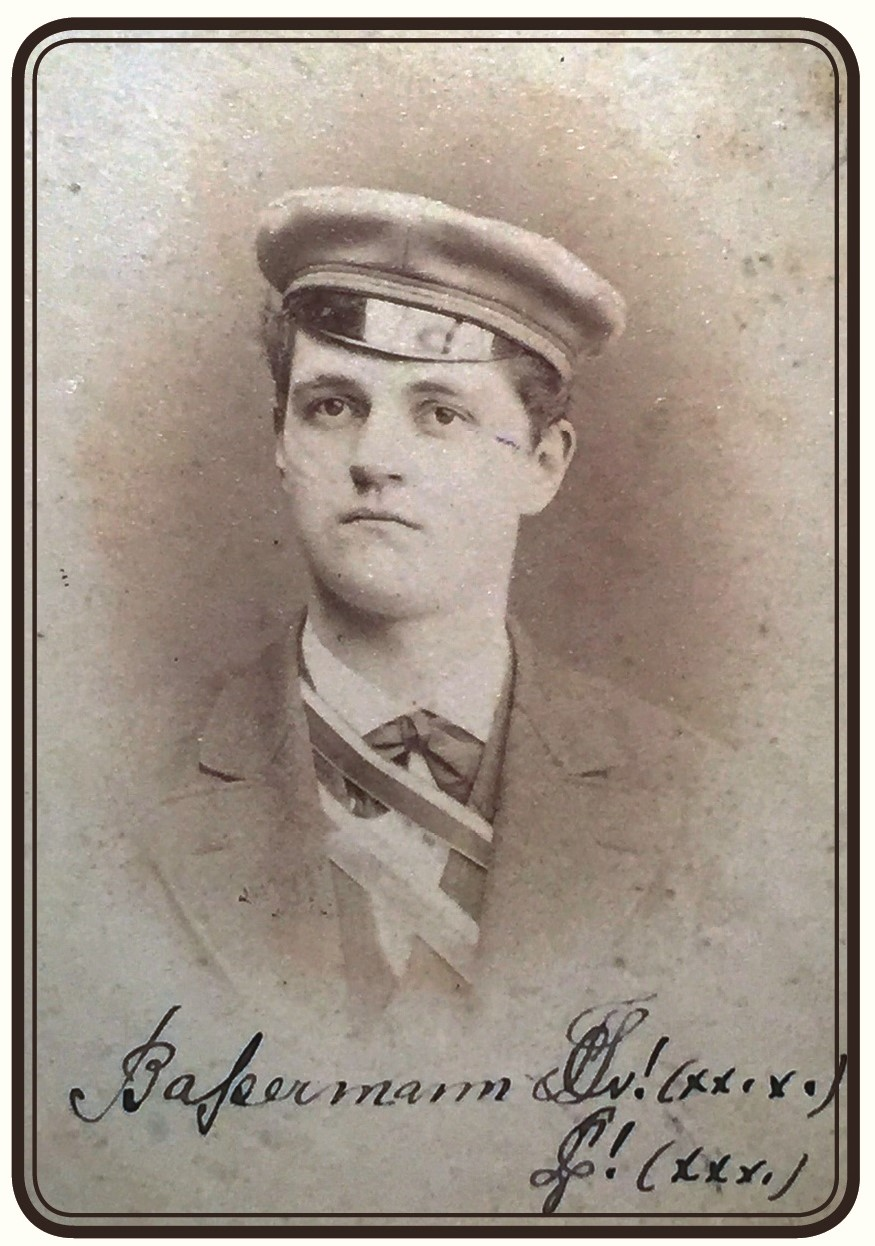
Ernst Bassermann

Ernst Bassermann (* 26. Juli 1854 in Wolfach, Großherzogtum Baden; † 24. Juli 1917 in Baden-Baden) war ein deutscher Rechtsanwalt und Politiker. Er war Vorsitzender der Nationalliberalen Partei und Mitglied des Reichstags.

## Leben
Bassermann war Sohn des Landgerichtspräsidenten und Abgeordneten im badischen Landtag Anton Bassermann (1821–1897).
Ab 1872 studierte Bassermann Rechtswissenschaft an der Ruprecht-Karls-Universität Heidelberg, wo er 1873 im Corps Suevia Heidelberg recipiert wurde. 1874 wechselte er an die Universität Leipzig, wo er sich dem Corps Lusatia Leipzig anschloss. Nach Abschluss seines Studiums diente er als Einjährig-Freiwilliger im Kurmärkischen Dragoner-Regiment Nr. 14 in Colmar. 1880 nahm er eine Tätigkeit als Rechtsanwalt in Mannheim auf. Er übte sie später bis zu seinem Tod in Sozietät mit dem Anwalt Anton Lindeck aus. Am 12. Juli 1881 heiratete er die Frauenrechtlerin Julie Ladenburg, als Ehefrau langjährige Vorsitzende des Vereins Frauenbildung-Frauenstudium, die Tochter des Mannheimer Bankiers, Kommerzienrats und Ehrenbürgers Carl Ladenburg (1827–1909), Inhaber des Bankhauses Ladenburg. Das Ehepaar hatte drei Mädchen und einen Sohn.
Bassermann engagierte sich in Mannheim politisch und wurde 1887 Stadtrat. 1893 zog er für die Nationalliberale Partei im Wahlkreis Großherzogtum Sachsen-Weimar-Eisenach 3 in den Reichstag ein. Im selben Jahr wurde er in den Parteivorstand gewählt. 1898 übernahm er im Reichstag den Vorsitz der Fraktion seiner Partei. Inhaltlich forderte er eine liberalere Sozialpolitik und versuchte seine Partei für Arbeiter interessant zu machen. Die Bestrebungen des Reichskanzlers Chlodwig Fürst zu Hohenlohe-Schillingsfürst zur Ausgrenzung der sozialdemokratischen Arbeitnehmer brachte er zu Fall. Auch vertrat er eine Politik des Ausgleichs der Interessen von Wirtschaft und Landwirtschaft. Im Jahr 1901 gehörte Bassermann zu den Mitbegründern der Gesellschaft für soziale Reform. 1905 wurde Bassermann schließlich zum Vorsitzenden der NLP gewählt. Er setzte sich für die Bildung einer liberal-konservativen Koalition, den sogenannten Bülow-Block, unter Einschluss mehrerer liberaler Parteien unter Reichskanzler Bernhard Fürst von Bülow ein. In Mannheim und im Großherzogtum Baden wurde eher der Großblock, eine Koalition von NLP, Demokraten und Sozialdemokraten präferiert. In der Daily-Telegraph-Affäre sprach Bassermann sich gegen Verfassungsreformen aus. Mit dem Sturz Bülows 1909 trat Bassermann in Opposition zum neuen Reichskanzler Theobald von Bethmann Hollweg. Er unterstützte jedoch dessen rüstungspolitische Ambitionen.
1914 war Bassermann zunächst als Rittmeister, dann als Major an der Westfront (Erster Weltkrieg) eingesetzt. Im Februar 1915 übernahm er das Amt des Oberkriegsrichters beim Gardekorps in Berlin. Er begründete im November desselben Jahres mit dem Philosophen und Publizisten Ludwig Stein die Mittwoch-Gesellschaft (nicht zu verwechseln mit der seit 1863 existierenden Berliner Mittwochsgesellschaft) als politisches Diskussionsforum nationaler und militärnaher Kreise. Ernst Bassermann gehörte mit Gustav Stresemann zu den annexionistischen Wortführern bei den Nationalliberalen.
1917 gehörte er zu den Unterstützern des sogenannten uneingeschränkten U-Boot-Kriegs. Zugleich forderte er von der Regierung innenpolitische Reformen. Im Februar 1917 trat Bassermann von allen politischen Ämtern zurück und legte sein Reichstagsmandat nieder. Kurz vor seinem 63. Geburtstag starb er in Baden-Baden.

„Einst fragten mich Kollegen im Reichstag, was denn vorginge, da Bassermann stundenlang auf seinem Platz eifrige Notizen niederschrieb, die sich zu immer stärkeren kleinen Bänden verdichteten. Man glaubte an irgendeine politische Denkschrift, die dort inmitten der Debatten des Reichstages entstand. Was aber entstand, war nichts anderes als ein Beitrag zu der Geschichte des Corps Lusatia Leipzig, den Bassermann da niederschrieb. Kamen die Mitglieder des Corps irgendwo zusammen, feierte sein Corps ein Stiftungsfest, dann eilte er hin zu ihnen, dann war er jung mit den Jungen.“

## Denkmal

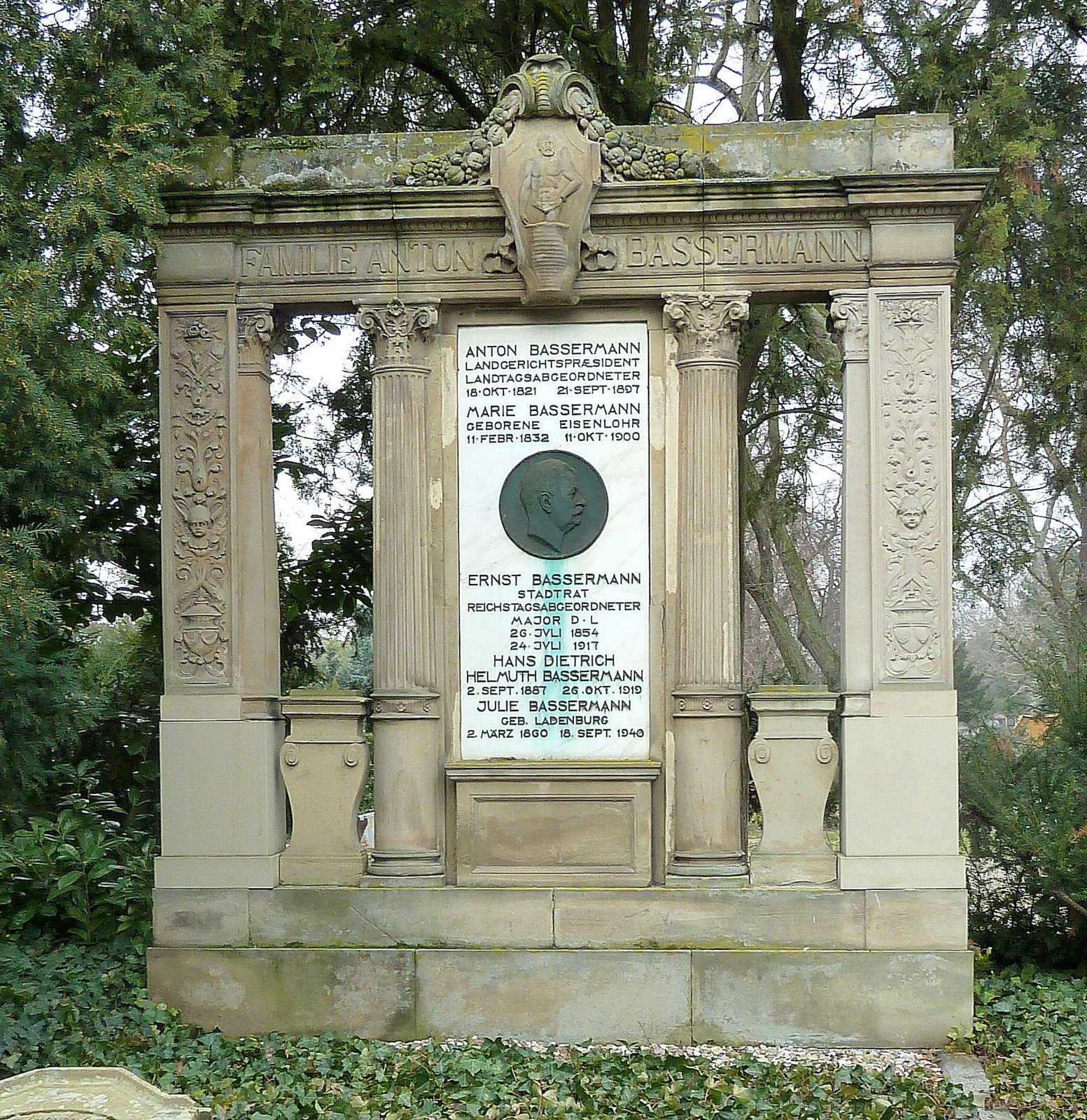
Bassermanns Grab in Mannheim

Ein Denkmal für ihn entstand 1930 am Oberen Luisenpark in Mannheim, jedoch wurde die von Hugo Lederer erschaffene Statue zerstört.
Das Grabmal aus gelbem Sandstein auf dem Hauptfriedhof Mannheim zeigt an den Eckpfeilern eine reiche Ornamentik aus Urnen, Pflanzen und Hermesköpfen. Zentral ist eine Marmorplatte mit Name und Portraitmedaillon eingelassen. Über dem Gebälk sieht man das Familienwappen mit einem Wassermann in einer Kartusche mit Fruchtgirlanden.

## Ehrungen
- Ehrenmitglied des Corps Suevia Heidelberg (1900)[1]
- Königlicher Kronen-Orden (Preußen) III. Klasse (1901)
- Orden vom Zähringer Löwen, Ritterkreuz I. Klasse (1904)
- Orden vom Zähringer Löwen, Kommandeurkreuz II. Klasse (1910)
- Oldenburgischer Haus- und Verdienstorden des Herzogs Peter Friedrich Ludwig, Ehrenkomturkreuz (1912)
- Königlicher Kronen-Orden (Preußen) II. Klasse (1914)
- St. Alexander-Orden, Großkreuz (1916)

## Werke
- Wilhelm Bassermann, 1744–1811, Kaufmann in Heidelberg, und seine Nachkommen. Haas, Mannheim 1905 (Digitalisat).
- Nachrichten über die Familie Frohn nebst Mitteilungen über die Familie Kußell und von Heiligenstein. Haas, Mannheim 1906 (Digitalisat).
- Nationalliberale [Partei]. In: Handbuch der Politik. 2. Auflage. Dr. Walther Rothschild, Berlin/Leipzig 1914.